# Mesorthopteridae
Mesorthopteridae – wymarła rodzina owadów z rzędu świerszczokaraczanów. W zapisie kopalnym znane są od cisuralu w permie po późny trias. Ich skamieniałości znajdywane są na terenie Rosji, Azji Środkowej, Afryki Południowej i Australii.

## Opis
Były to owady o głowie hipognatycnzej lub prognatycznej, wyposażonej w niewielkie oczy złożone i pozbawionej przyoczek. Ich przedplecze cechowały szerokie, niewcięte na przednich brzegach paranota. Odnóża charakteryzowały golenie o nieuzbrojonych wierzchołkach oraz pięcioczłonowe stopy o dużych aroliach. W użyłkowaniu przednich skrzydeł sektor radialny brał początek w nasadowej ⅓ skrzydła (z wyjątkiem Mesorthopterina), a na wysokości tego miejsca pole kostalne było zwykle szersze niż subkostalne. Nie występował płat prekostalny, natomiast obecna była międzykrywka (clavus). Żyłka subkostalna kończyła się łącząc z żyłką kostalną. Pierwsze rozgałęzienia żyłki medialnej zaczynały się przed wysokością nasady sektora radialnego lub w jej rejonie. W nasadowej ćwiartce skrzydła przednia żyłka kubitalna zaczynała się, zwykle nieregularnie lub grzebieniaście, rozgałęziać, ale nie miała odgałęzień tylnych. Tylko u Sharovites występowała międzykrywka. Odwłok wyposażony był w krótkie przysadki odwłokowe, a u samic też w krótkie i silnie zbudowane pokładełko.

## Taksonomia
Takson ten wprowadzony został w 1916 przez Roberta Johna Tillyarda.  W 1938 zaliczony został przez Andrieja Martynowa do rzędu Paraplecoptera i tam też umieszczał go w 1962 Aleksandr Szarow. W 1980 Aleksandr Rasnicyn umieścił tę rodzinę w rzędzie świerszczokaraczanów (Grylloblattida). W 2015 Danił Aristow połączył Grylloblattida z Eoblattida w jeden rząd, uznając zgodnie z zasadą priorytetu jako jego naukową nazwę Eoblattida, a Grylloblattodea za synonim.
Po rewizji Aristowa z 2015 należą tu następujące rodzaje:
- †Austroidelia Riek,  1954
- †Mesoidelia Storozhenko, 1996
- †Mesorthopterina Storozhenko, 1996
- †Mesorthopteron Tillyard, 1916
- †Paridelia Sharov, 1961
- †Parastenaropodites Storozhenko, 1996
- †Permorthopteron Aristov, 2014
- †Sharovites Aristov et Storozhenko,  2013
- †Tshermyaninus Aristov, 2014
- †Taskanatus Aristov, 2015